# エクイノール
エクイノール（Equinor ASA）は、ノルウェー・スタヴァンゲルに本拠を置く北欧最大のエネルギー企業。2018年にスタトイルから改称した。オスロ証券取引所、ニューヨーク証券取引所上場企業（OSE: EQNR、NYSE: EQNR）。

## 事業内容

### 上流部門

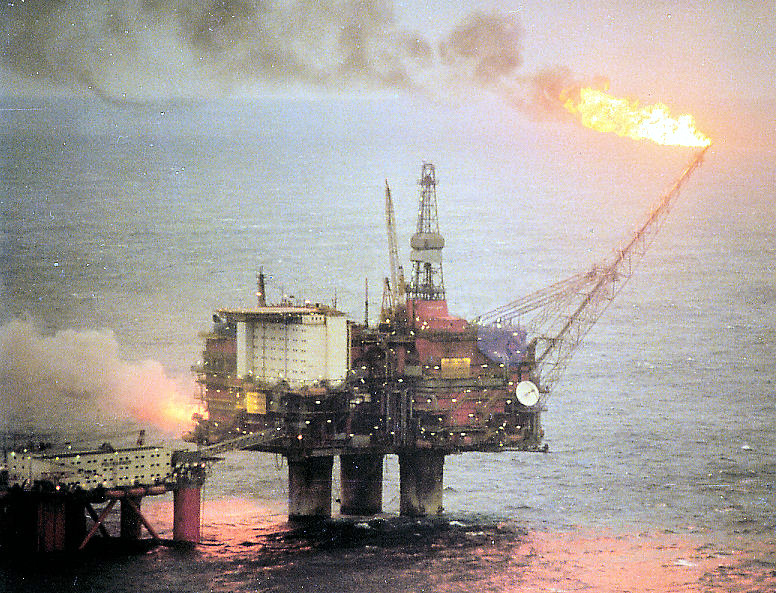
スタートフィヨルド

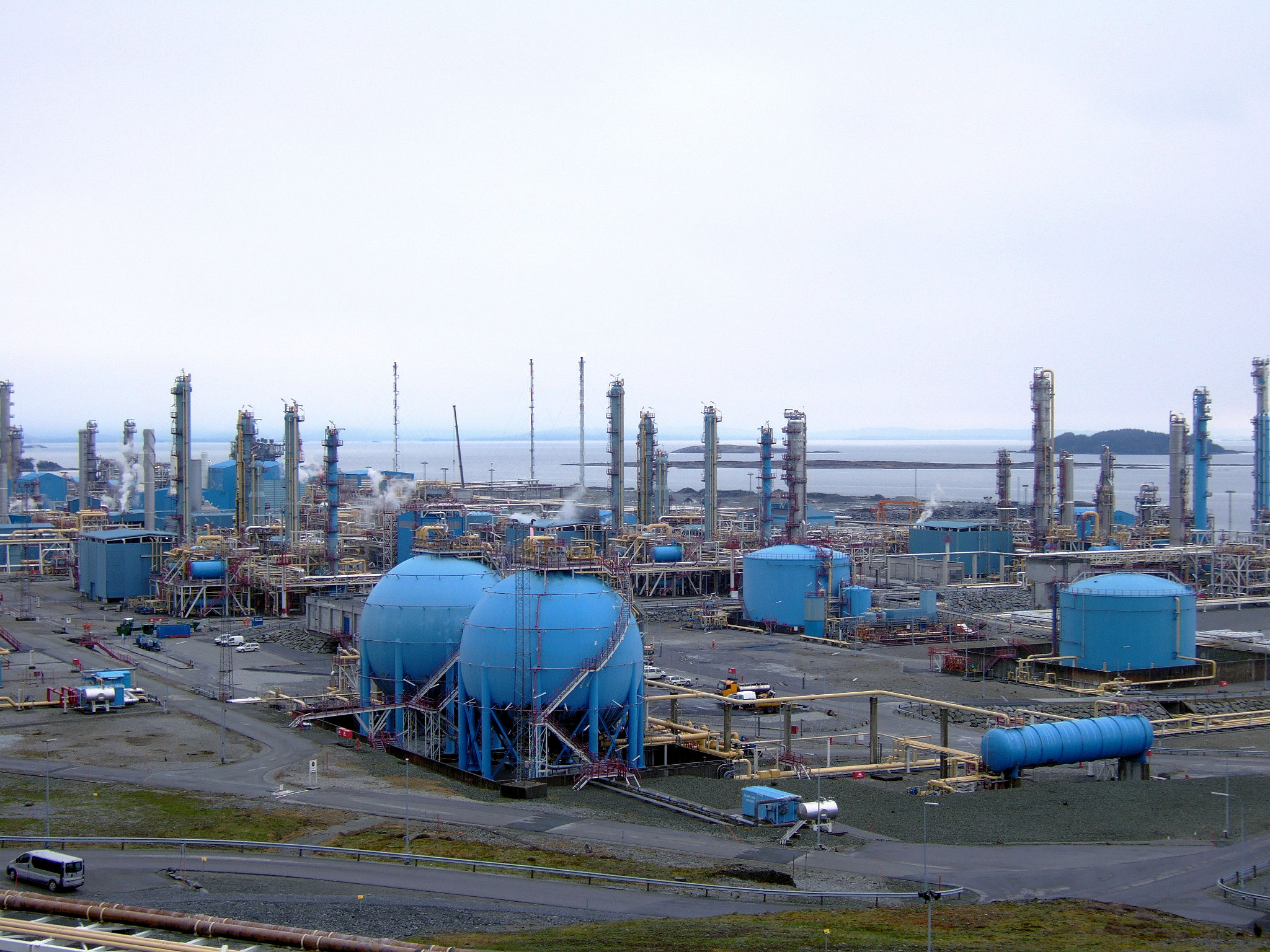
Part of Kårstø-plant

エクイノールはノルウェーが領有する大陸棚で最大の石油開発事業者で約6割のシェアを有する。エクイノールはGlitne、Gullfaks、Heidrun、Huldra、Kristin、Kvitebjørn、Mikkel、Norne、Ormen Lange、Sleipner、Snorre、Snøhvit、スタートフィヨルド油田、Sygna、Tordis、トロールガス田（en / no ）、Veslefrikk、Vigdis、Visund、Volve、Åsgardの油田、ガス田を保有する。エクイノールはまた、Kolsnes、Kårstø、Mongstad、Tjeldbergodden、Melkøyaのプラントを運営する。北海で運用する油田・ガス田には、北欧神話から付けられた名称が多い（グリトニル、グルファクシ、スレイプニル、ヘイズルーン、ノルンなど）。
加えて、海外ではアルジェリア、アンゴラ、アゼルバイジャン、ブラジル、カナダ、中華人民共和国、イラン、リビア、ナイジェリア、ロシア、アメリカ合衆国、ベネズエラで油田・ガス田を運営している他、今後を見通して、エジプト、メキシコ、カタール、アラブ首長国連邦に事務所を構える。また、ベルギー、デンマーク、フランス、ドイツでプラントを運営している。2006年には旧・スタトイル時代に、大気中にある温室効果ガスを減少させるために炭素隔離を実行するための世界最大のプロジェクトを行うことを認められた。

### 中流部門

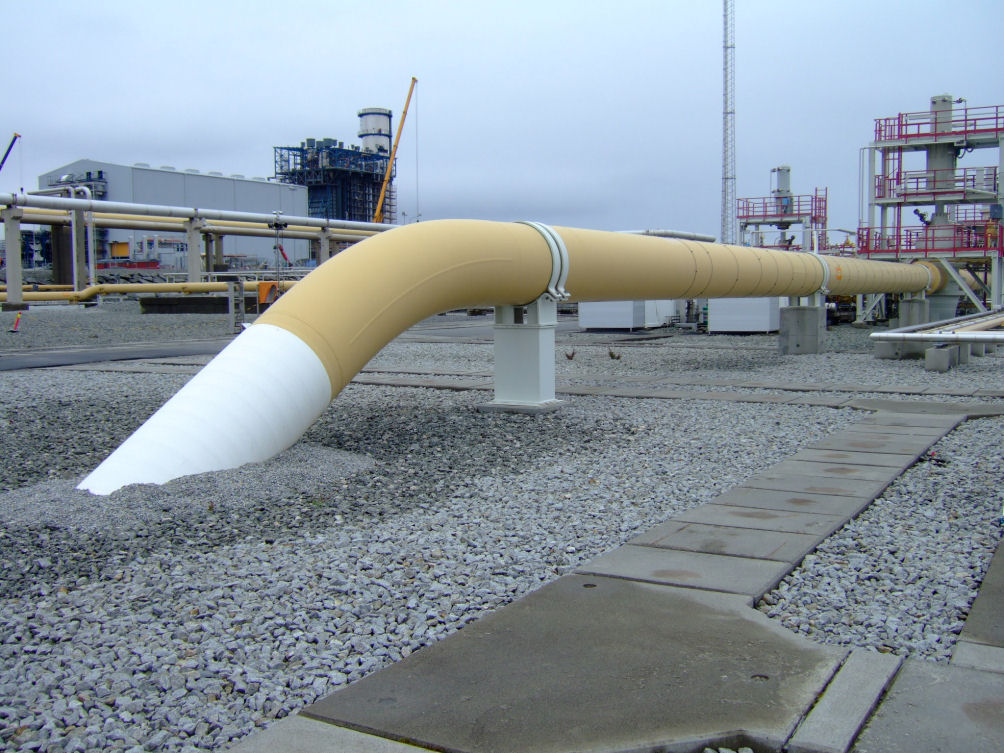
Europipe II

エクイノールは北海の大陸棚、加えてアゼルバイジャンから西欧諸国に向けてのパイプラインを運営している。前者はZeepipe、Statpipe、Europipe I、Europipe II、Franpipe、後者はバクー・トビリシ・ジェイハンパイプラインがある。ノルウェーからのパイプラインはスタトイルハイドロの他に、Petoro、ConocoPhillips Skandinavia、Eniの子会社のEni Norge、エクソンモービル子会社のExxonMobil E&P Norway及び Mobil Development Norway、Norsea Gas、ロイヤル・ダッチ・シェルの子会社のNorske Shell Pipelines、トタルの子会社のTotal E&P Norge、Don Energyの子会社のDong E&P Norgeが出資したen:Gassledを通して行われる。
エクイノールはロンドン、スタンフォード (コネチカット州)、シンガポールに原油、石油製品、天然ガスを取引する事務所を構える。

### 下流部門

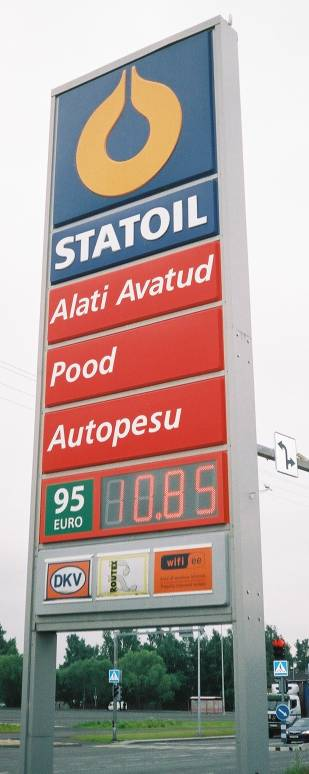
エストニアにあるStatoilブランドのガソリンスタンド。

エクイノールは、デンマーク、エストニア、アイルランド、ラトビア、リトアニア、ノルウェー、ポーランド、ロシア、スウェーデンにおいてStatoil、Hydro、1-2-3の3つのブランドでガソリンスタンドを経営している。2006年にアイルランドの石油企業Topaz Energy Groupを売却した。
2010年第1四半期にスタトイルは小売部門の経営権の見直しを発表し、証券市場への上場が最も理にかなった解決策であるとし 、早ければ2010年の第4四半期に上場されるだろうとした。
スタトイルのガソリンスタンド、潤滑油、航空燃料、船舶燃料の供給を含むエネルギーおよび小売部門の分割が行われ、結果としてスタトイルが筆頭株主となる形でStatoil Fuel & Retail ASAが分割され、オスロ証券取引所に上場の運びとなった。

## 沿革
エクイノールの源流は、国営会社であるスタトイル、ノルスク・ハイドロの石油部門、ノルスク・ハイドロに1999年買収されたSaga Petroleumの3社である。旧・スタトイルとノルスク・ハイドロの石油部門が2007年に合併し、スタトイルハイドロ（StatoilHydro ASA）となった。世界最大級の石油・ガス企業であり、北欧諸国で最大の企業となった。石油・天然ガスに関し上流部門から下流部門まで一貫して生産、運搬、販売を行い、13カ国で石油・天然ガスの開発を、また、8カ国で石油製品をリテール向けに販売する。2009年11月1日に会社名をスタトイルハイドロからスタトイルに変更、2010年11月には下流部門がスピンアウトし、Statoil Oil & Fuelsとしオスロ証券取引所に上場した。2018年、社名をスタトイルからエクイノールへと変更した。

### スタトイル (Statoil)
1972年7月14日、ノルウェーの立法府に当たるストーティングにおいて満場一致で議決したことにより、ノルウェー政府がDen Norske Stats Oljeselskap A/Sを非公開会社として設立した。会社設立の政治的動機は、ノルウェー大陸棚で石油産業に参入すること、国内の石油産業を育成し、国際競争力をつけることであった。スタトイルは産業省、その後石油産業省と協議の上で、事業運営しなければならず、また、年1回国会にアニュアルレポートを提出しなければならなかった。
1973年、スタトイルは石油化学産業における事業を取得しRafnesにある石油精製プラントを獲得、1980年にはノルスク・ハイドロと提携しMongstadのプラントを得ることとなった。1981年にはノルウェー大陸棚の油田、Gullfaksの操業を開始した。1987年～1988年にかけて、スキャンダル（en / no）が発覚し 、創業以来の最高経営責任者であったArve Johnsenが辞任に追い込まれた。
1980年代に、スタトイルは上流から下流まで一貫して携わる企業になることを決め、Statoilブランドのガソリンスタンドを建設し始めた。1985年にはエッソからデンマークとスウェーデンに展開していたガソリンスタンドを買収、1992年にはBPからアイルランドのガソリンスタンドを、1990年代半ばにはコノコフィリップスからガソリンスタンドを買収した。一方、2006年にはアイルランドのTopaz oilは売却している。冷戦終結後、スタトイルは東欧にもガソリンスタンドネットワークを構築し、事業を展開している。
2001年、スタトイルは民営化され、オスロ証券取引所とニューヨーク証券取引所に株式を上場、企業名をStatoil ASAと改称したが、ノルウェー政府が議決権の過半を保有（ノルスク・ハイドロの石油部門と合併した後も、ノルウェー政府が約3分の2を保有している）、経営権を支配している。2007年、スタトイルはカナダのAthabasca Oil SandsをNorth American Oil Sands Corporationから220億USDで買収した。

### ハイドロ (Hydro)
1965年、ノルスク・ハイドロ（以下、ハイドロ）はフランスのエルフ・アキテーヌ（現・トタル）およびフランスの他の6つの会社と共同で北海にある石油および天然ガスの掘削を実施した。ハイドロはすぐに北海の石油産業の主要企業の一つとなり、多くの油田・ガス田を掘削することとなった。
ハイドロは1980年代後半にモービルのノルウェー、スウェーデン、デンマークにおけるガソリンスタンド部門を買収し、モービルブランドからハイドロブランドに変更した。1995年にはハイドロは、テキサコと共同出資してノルウェーとデンマークにガソリンスタンド事業を展開していたHydroTexacoを買収したが2006年にはReitan Groupにそれらを売却している。1999年にはハイドロは、ノルウェーとイギリスで上流部門を展開していたノルウェー第3の石油企業だったSaga Petroleumを買収したが、その後、イギリス部門は売却した。

### 合併

スタトイルハイドロ時代の商標

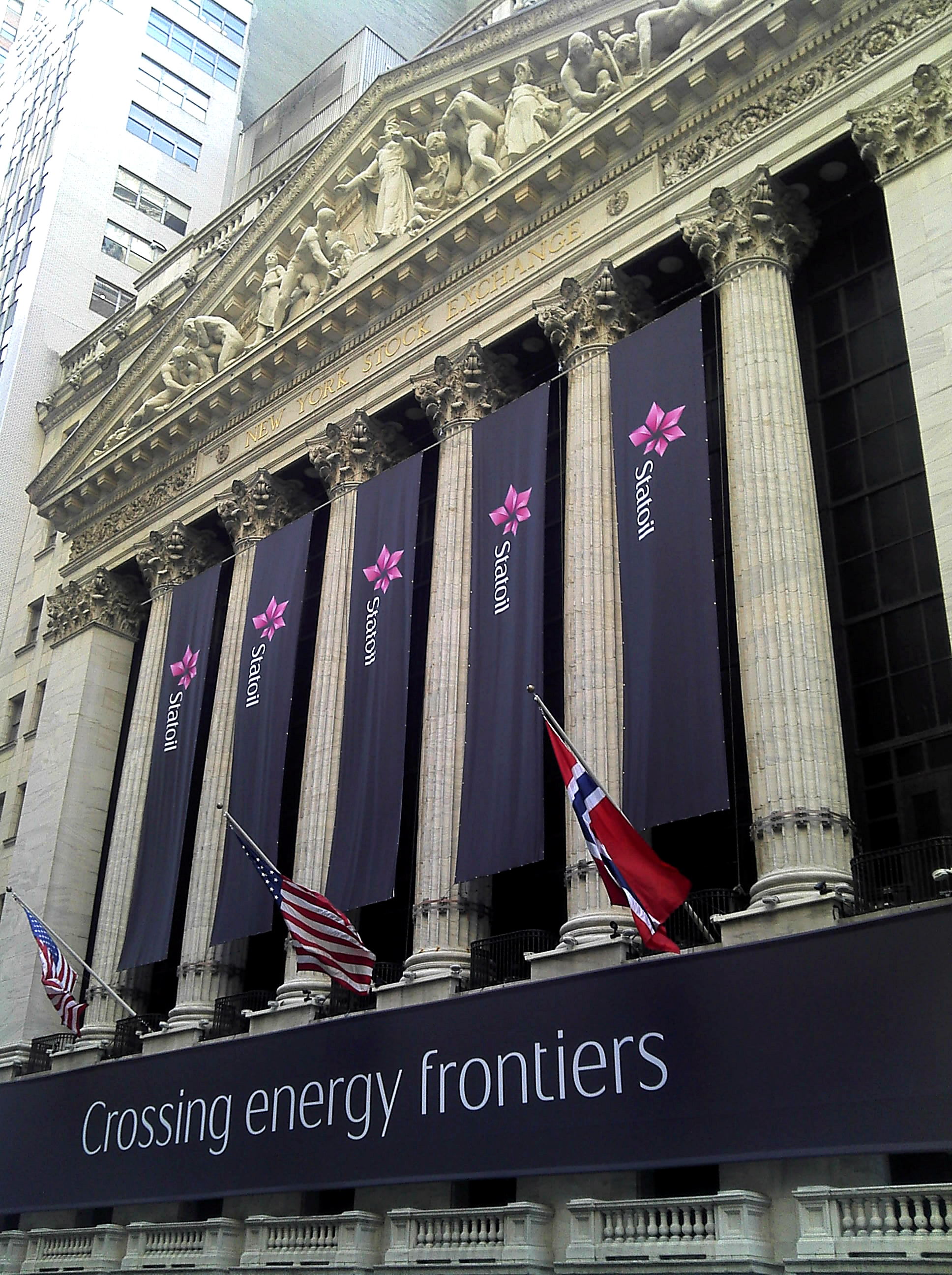
2011年6月20日、上場10周年記念を祝うニューヨーク証券取引所の様子

スタトイルとハイドロの合併は2006年12月に発表された。欧州経済領域のルールに従い、2007年5月3日に欧州連合は合併を承認、ストーティングも6月8日に合併を承認した。新会社の株式の67.3%は旧・スタトイルの株主が保有することとなり、残りの32.7%はノルスク・ハイドロが保有することとなった。ノルウェー政府はスタトイル、ノルスク・ハイドロ双方の筆頭株主となり、スタトイルの株式の67%を保有することとなった。イェンス・ストルテンベルグ首相は「合併は新時代の始まりだ、われわれはグローバルに通用するエネルギー企業を作り、ノルウェーの石油・ガス産業を強化しないといけない」と語った。

## 日本におけるエクイノール
2018年9月、東京（パシフィックセンチュリープレイス丸の内）に日本オフィスを開設し、浮体式洋上風力発電に関する営業活動を行っている。